# كاثلين بي كينغ
كاثلين بي كينغ (بالإنجليزية: Kathleen P. King)‏ هي مدونة صوتية أمريكية، ولدت في 8 يونيو 1958.